# Мадилл
Мадилл (англ. Madill) — город в США, административный центр округа Маршалл штата Оклахома. Население — 3914 человека (2020).

## География
Мадилл расположен по координатам 34°05′10″ с. ш. 96°46′30″ з. д. (34.086002, -96.774992). Согласно Бюро переписи населения США, город имеет площадь 12,60 км², из которых 12,51 км² — суша и 0,10 км² — водоёмы.

## Демография
| Год переписи                          | Нас. |  | %±     |
| ------------------------------------- | ---- |  | ------ |
| 1910                                  | 1564 |  | —      |
| 1920                                  | 2717 |  | 73,7%  |
| 1930                                  | 2203 |  | −18,9% |
| 1940                                  | 2594 |  | 17,7%  |
| 1950                                  | 2791 |  | 7,6%   |
| 1960                                  | 3084 |  | 10,5%  |
| 1970                                  | 2875 |  | −6,8%  |
| 1980                                  | 3173 |  | 10,4%  |
| 1990                                  | 3069 |  | −3,3%  |
| 2000                                  | 3410 |  | 11,1%  |
| 2010                                  | 3770 |  | 10,6%  |
| 2020                                  | 3914 |  | 3,8%   |
| 1910–2020 Десятилетняя перепись в США |      |  |        |

Согласно переписи 2010 года, в городе проживало 3770 человек в 1332 домохозяйствах в составе 904 семей. Плотность населения составляла 299 человек/км². Было 1494 квартир (119/км²).
Расовый состав населения:
| - 59,3% — белых - 6,4% — коренных американцев - 4,4% — черных или афроамериканцев - 0,5% — азиатов - 23,5% — лиц других рас |

К двум или более расам принадлежало 6,0%. Доля испаноязычных составила 33,1% всего населения.
По возрастному диапазону население распределялось следующим образом: 28,3% — лица младше 18 лет, 55,4% — лица в возрасте 18-64 лет, 16,3% — лица в возрасте 65 лет и старше. Медиана возраста жителя составила 34,6 лет. На 100 человек женского пола в городе приходилось 96,7 мужчин; на 100 женщин в возрасте от 18 лет и старше — 88,2 мужчин также старше 18 лет.
Средний доход на одно домохозяйство составил 50 501 доллар США (медиана — 40 082), а средний доход на одну семью — 59 735 долларов (медиана — 44 536). Медиана доходов составляла 33 523 доллара для мужчин и 27 308 долларов для женщин. За чертой бедности находилось 17,5% человек, в том числе 14,3% детей в возрасте до 18 лет и 13,7% лиц в возрасте 65 лет и старше.
Гражданское трудоустроенное население составляло 1532 человека. Основные отрасли занятости: производство — 30,0%, образование, здравоохранение и социальная помощь — 19,7%, розничная торговля — 13,4%, искусство, развлечения и отдых — 8,2%.